# Will Robson Emilio Andrade
Will Robson Emilio Andrade, född 15 december 1973, är en brasiliansk tidigare fotbollsspelare.
Han vann skytteligan i J1 League 2001 med 24 gjorda mål på 26 matcher.